# Tian Zhuangzhuang

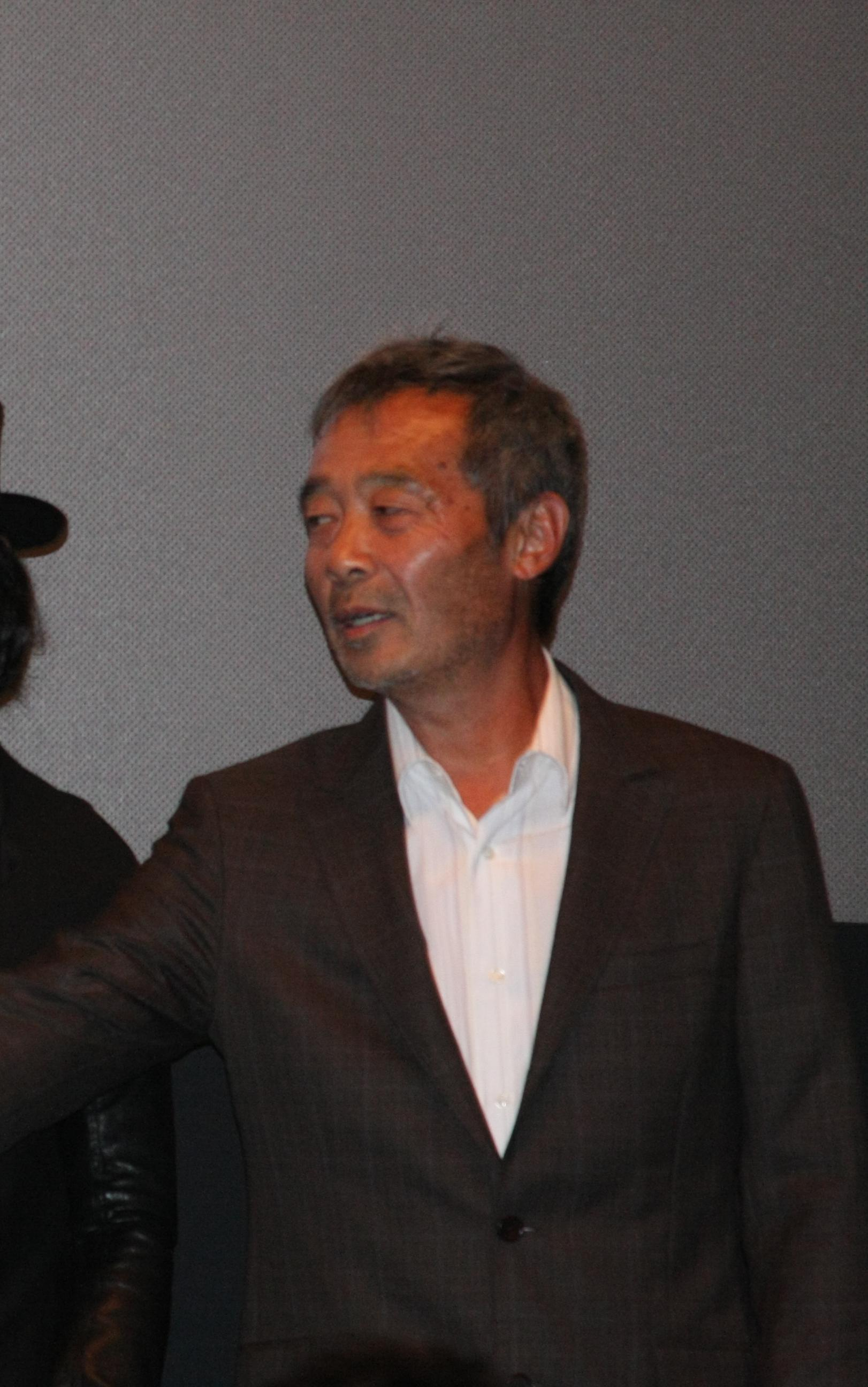
Tian Zhuangzhuang.

Tian Zhuangzhuang, 田壯壯, född 23 april 1952 i Peking, är en kinesisk regissör. 1982 utexaminerades han från Pekings filmhögskola, där han studerat med bland andra Zhang Yimou och Chen Kaige och andra i den så kallade femte generationens filmare.

## Filmografi
- Hong xiang, 1982
- Lie chang zha sha, 1984
- Dao ma zei, 1986
- Gushu Yiren, 1987
- Yaogun Qingnian, 1988
- Te bie shou shu shi, 1988
- Da taijian Li Lianying (大太監李蓮英), 1991
- Lan feng zheng, 1993 (Den blå draken)
- Xiao cheng zhi chun, 2002 (När våren kom till byn)
- Cha ma gu dao xi lie (2004) Tea-Horse Road Series: Delamu (dokumentärfilm)
- Wu Qingyuan (2006)